# Харрикейн (Западная Виргиния)
Харрикейн (англ. Hurricane) — город в округе Патнам, штат Западная Виргиния, США. Крупнейший город округа.

## География
Общая площадь города 9,76 км², из них 9,69 км² земель и 0,08 км² вода. Город находится на западе штата, в 40 км от его столицы — Чарлстона, на межштатном шоссе 64.

## История
Город получил название Харрикейн от англ. Hurricane Creek (буквально — «ураганный ручей»), который в свою очередь был назван по группе деревьев в устье реки, которые были согнуты в одном направлении. Партия геодезистов, действовавшая по поручению Джорджа Вашингтона около 1777 года, отметила, что это напоминало последствия урагана, что и дало имя городу. Местные жители однако произносят название города несколько иначе — (HURR-i-CUNN) но не (HURR-i-CANE). Поселение было основано около 1815 года и названо Харрикейн-Крик-Бридж. В 1870 году в город была проведена железная дорога. Название было сокращено, и в 1888 году город был инкорпорирован как Харрикейн.

## Население
По данным переписи 2010 года население Харрикейна составляло 6284 человека (из них 47,9 % мужчин и 52,1 % женщин), в городе было 2499 домашних хозяйств и 1785 семей. На территории города было расположено 2627 построeк со средней плотностью 269,1 построек на один квадратный километр суши. Расовый состав: белые — 96,7 %, афроамериканцы — 1,0 %, азиаты — 0,7 %, коренные американцы — 0,2 %. 0,9 % имеют латиноамериканское происхождение.
Население города по возрастному диапазону по данным переписи 2010 года распределилось следующим образом: 25,5 % — жители младше 18 лет, 3,1 % — между 18 и 21 годами, 57,9 % — от 21 до 65 лет и 13,5 % — в возрасте 65 лет и старше. Средний возраст населения — 38,1 лет. На каждые 100 женщин в Харрикейне приходилось 91,9 мужчины, при этом на 100 совершеннолетних женщин приходилось уже 89,6 мужчин сопоставимого возраста.
Из 2499 домашних хозяйств 71,4 % представляли собой семьи: 55,0 % совместно проживающих супружеских пар (23,0 % с детьми младше 18 лет); 12,2 % — женщины, проживающие без мужей и 4,2 % — мужчины, проживающие без жён. 28,6 % не имели семьи. В среднем домашнее хозяйство ведут 2,51 человека, а средний размер семьи — 3,0 человека. В одиночестве проживали 24,7 % населения, 9,5 % составляли одинокие пожилые люди (старше 65 лет).

## Экономика
В 2016 году из 5093 человек старше 16 лет имели работу 2818. При этом мужчины имели медианный доход в 56 460 долларов США в год против 33 603 долларов среднегодового дохода у женщин. В 2014 году медианный доход на семью оценивался в 68 036 $, на домашнее хозяйство — в 50 469 $. Доход на душу населения — 29 301 $ в год.